# Os Ossos do Barão
Os Ossos do Barão é uma peça teatral brasileira, escrita por Jorge Andrade em 1963. A peça descreve a ascensão do imigrante e a vida dos "barões do café", aristocracia que surgiu durante o ciclo do café.